# Степанов Валерій Анатолійович
Валерій Анатолійович Степанов (14 травня 1958, Одеса, Українська РСР) — український дипломат. Надзвичайний і Повноважний Посол України.

## Біографія
Народився 14 травня 1958 року в Одесі. 
У 1980 році закінчив Московський державний інститут міжнародних відносин МЗС СРСР. Захистив кандидатську дисертацію у Дипломатичній академії України при Міністерстві закордонних справ України на тему: "Досвід реалізації зовнішньої політики Федеративної Республіки Німеччина (1990–2005 рр.)". Кандидат історичних наук (2008).
Володіє українською, німецькою, російською, англійською, шведською мовами.
У 1980–1982 рр. — економіст Чорноморського морського пароплавства, м. Одеса.
У 1982–1986 рр. — Одеський обласний комітет ЛКСМ України.
У 1986–1991 рр. — помічник голови Одеського облвиконкому.
У 1991–1994 рр. — працював у приватних підприємствах в Одесі.
У 1994–1998 рр. — перший секретар, радник Посольства України в Німеччині.
У 1998–2002 рр. — начальник відділу країн Західної Європи Другого територіального управління МЗС України.
У 2002–2007 рр. — Генеральний консул України в Мюнхенi.
У 2008–2010 рр. — радник, заступник Керівника Головного управління міжнародних відносин Секретаріату Президента України.
У 2010–2011 рр. — заступник Керівника Головного управління міжнародних відносин Адміністрації Президента України.
З 11.11.2011 по 19 березня 2014 — Надзвичайний і Повноважний Посол України в Королівстві Швеція.

## Дипломатичний ранг
- Надзвичайний і Повноважний Посланник першого класу

## Публікації
- Близько 50 публікацій на тему українсько-німецьких відносин та зовнішньої політики Німеччини, історії української дипломатії.

## Родина
- Дружина — Наталія Іванівна Пахомова, доцент Дипломатичної академії України при Міністерстві закордонних справ України.
- Донька — Анна, журналіст.